# Бузенхаузен
Бу́зенхаузен (нем. Busenhausen) — община в Германии, в земле Рейнланд-Пфальц. 
Входит в состав района Альтенкирхен-Вестервальд. Подчиняется управлению Альтенкирхен.  Население составляет 321 человек (на 31 декабря 2010 года). Занимает площадь 3,02 км².
Коммуна подразделяется на 2 сельских округа.